# Stade Amahoro
Das Stade Amahoro ist ein Fußballstadion mit Leichtathletikanlage in der ruandischen Hauptstadt Kigali. Die Anlage wird von der ruandischen Fußballnationalmannschaft sowie den Fußballvereinen APR FC und SC Kiyovu Sports genutzt. In direkter Nachbarschaft liegt die Mehrzweckhalle BK Arena. Der Name Amahoro bedeutet „Frieden“.

## Geschichte
Das ursprüngliche Stade Amahoro wurde 1986 eröffnet.
Während des Völkermords in Ruanda 1994 war das Stadion zeitweise eine „UN-geschützte Stätte“, die bis zu 12.000 auf der Flucht befindlichen Tutsi Zuflucht bot.
2010 veranstaltete Paul Kagame nach den Präsidentschaftswahlen eine Wahlparty im Stadion.
Von August 2022 bis Juni 2024 wurde die Zuschauerkapazität des Stadions von rund 25.000 Plätzen auf 45.508 erhöht. Nach dem Upgrade erhielt das Stadion am 13. Juni 2024 eine FIFA-Genehmigung zur Austragung internationaler Spiele. Das erste Spiel im neuen Stadion fand am 15. Juni zwischen den ruandischen Fußballvereinen APR FC und Rayon Sports statt. Offiziell eröffnet wurde das umgebaute Stadion am 1. Juli durch Präsident Paul Kagame. Ursprünglich war eine Eröffnung im Rahmen der Feierlichkeiten zum 30. Liberation Day geplant. Der Stadionumbau kostete rund 160 Milliarden RWF (etwa 114,3 Millionen Euro).